# Metro van Thessaloniki
De Metro van Thessaloniki (Grieks: Μετρό Θεσσαλονίκης) is een onderdeel van het openbaar vervoer in de Griekse stad Thessaloniki, waarvan de eerste lijn werd geopend op 30 november 2024. De metrodiensten worden uitgevoerd met automatische metro's met een interval van gemiddeld 3,5 minuut.

## Geschiedenis
In 1917 werd Thessaloniki getroffen door een grote stadsbrand waarop premier Eleftherios Venizelos een commissie instelde voor de wederopbouw. Deze commissie kwam in 1918 onder meer met een voorstel voor een metro tussen het spoorwegstation ten westen van het centrum en een nieuw te bouwen kopstation bij Nea Elvetia in het oosten. Deze lijn zou volgens de plannen van commissielid Ernest Hébrard in het centrum ondergronds en ten zuidoosten van de universiteit bovengronds liggen. In 1968 lag er een voorstel voor een ondergrondse ringlijn en pas in 1976 werd de bekostiging van de metro in de nationale begroting opgenomen.
In de jaren 80 van de twintigste eeuw begon de stad zelf met het plannen van een metronet waarvan de bouw begon in 1986. De bouw werd echter in 1989 stilgelegd omdat de bekostiging niet rond kwam. In 1992 begon het ministerie van openbare werken met de uitwerking van een nieuw metroproject. De inmiddels opgedane ervaring bij de bouw van de metrolijnen 2 en 3 in Athene liet zien dat de al gerealiseerde ruwbouw niet rendabel zou zijn en er werd besloten tot nieuwbouw. Critici bestempelden de ruwbouw uit de periode 1986 – 1989 als het gat van Kouvelas, destijds de burgemeester. Sindsdien wordt deze ruwbouw met pompen drooggehouden en meerdere gebruiksplannen voor dit ondergrondse bouwwerk werden afgeblazen.   

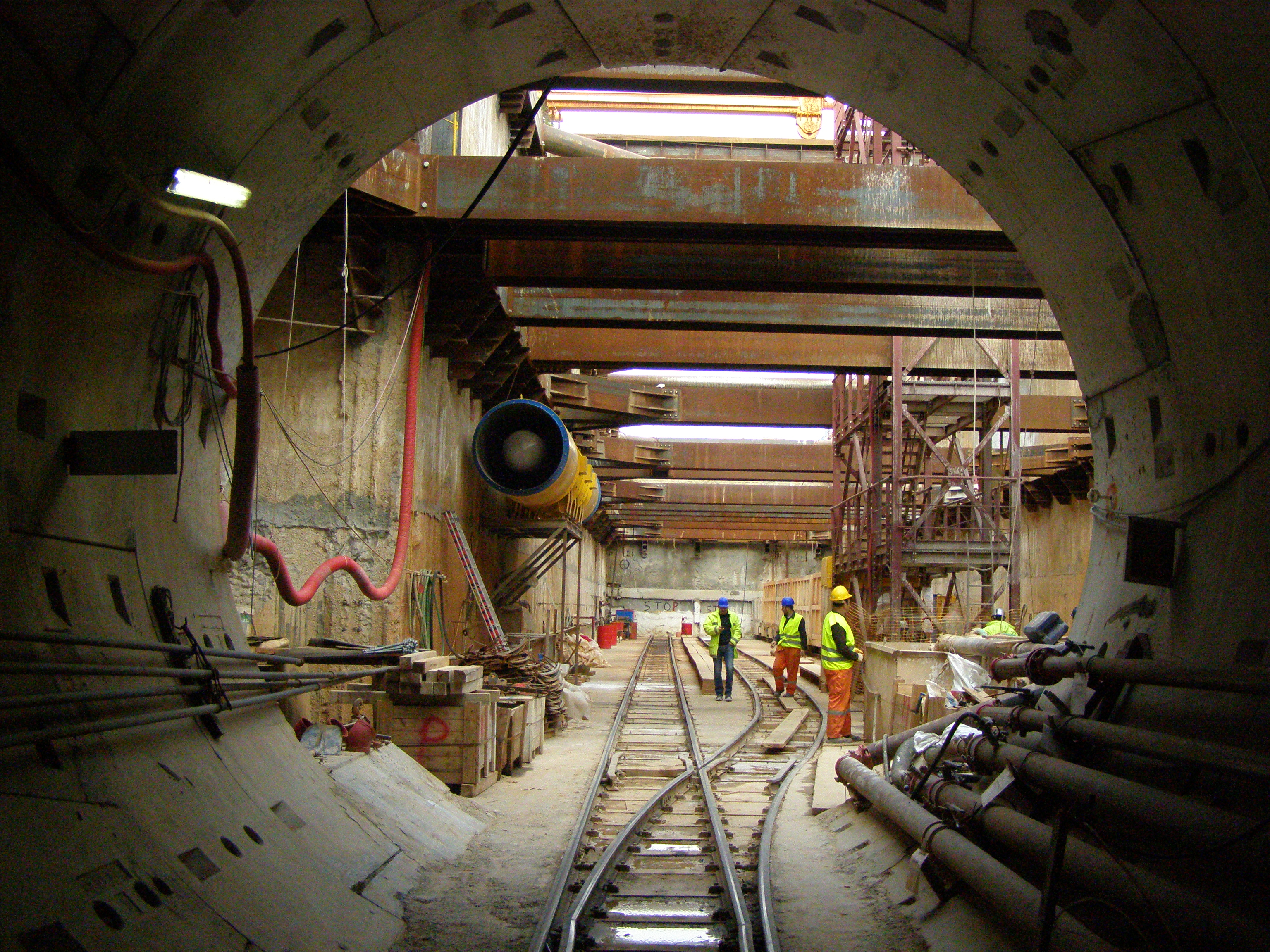
Een station in aanbouw in maart 2010

De uitwerking van de gerealiseerde metro begon in 2003 en de aanbesteding liep tot augustus 2005. In april 2006 werd de gunning bekendgemaakt en de bouw begon eind 2006. De keuze viel op de automatische metro van AnsaldoBreda die zich al bewezen had bij de in 2002 geopende metro van Kopenhagen. 
In augustus 2019 liet de hoofdaannemer, Ellaktor, weten dat de, door het metrobedrijf beloofde, opening in 2020 technisch onhaalbaar was en ze ook niet konden aangeven wanneer dat wel zou kunnen.  Op 18 mei 2023 werd een eerste proefrit met reizigers, waaronder premier Mitsotakis, gehouden. De feestelijke opening van lijn 1 vond plaats op 30 november 2024, het eerste deel van lijn 2 moet in 2025 worden opgeleverd.

## Metronet
De metro van Thessaloniki bestaat aanvankelijk uit een 9,6 kilometer lange lijn tussen de al in 1918 voorgestelde eindpunten. De lijn volgt hoofdzakelijk de lengte-as van de stad tussen het spoorwegstation in het westen en het depot van Pylea in het zuidoosten in een ruime boog parallel aan de hoofdstraat Odos Egnatia.  De tweede lijn, die op termijn de stad met het vliegveld moet verbinden, zal bij 25 Martiou aansluiten op lijn 1. Voor iedere rijrichting zijn eigen tunnelbuizen geboord tussen de stations. In verband met de inzet van automatische metro's zijn de perrons voorzien van perrondeuren. 

### Lijn 1
De eerste 13 stations zijn:
- Station Thessaloniki (Νέος σιδηροδρομικός σταθμός)/Eindpunt
- Dimokratias (Δημοκρατίας)
- Venizelou (Βενιζέλου)
- Agias Sofias (Αγίας Σοφίας)
- Sintrivani (Σιντριβάνι)
- Panepistimio (Aristoteles-Universiteit Thessaloniki; Πανεπιστήμιο)
- Papafi (Παπάφη)
- Evklidi (Ευκλείδη)
- Fleming (Φλέμινγκ)
- Analipseos (Αναλήψεως)
- 25 Martiou (25ης Μαρτίου)
- Voulgari (Βούλγαρη)
- Nea Elvetia (Νέα Ελβετία) / Eindpunt

Het depot van Pylea (Αμαξοστάσιο Πυλαίας) ligt aan het oostelijke einde van lijn 1. De bouwkosten van rond 1,5 miljard euro zijn grotendeels opgebracht door de Europese Unie en een lening van de Europese investeringsbank.

### Lijn 2
De bouw van het eerste deel van de lijn naar het vliegveld begon in juni 2014. Het 4,8 kilometer lange traject naar het voorlopige eindpunt Mikra wordt bij 25 Martiou aangesloten op het initiële traject. Zodra dit traject gereed is zal het bediend worden door lijn 2 tussen het spoorwegstation en Mikra. Hierbij worden ten westen van 25 Martiou dezelfde stations als door lijn 1 bediend, ten oosten van 25 Martiou worden vijf stations alleen door lijn 2 bediend:
- Nomarchia (Νομαρχία)
- Kalamaria (Καλαμαριά)
- Aretsou (Αρετσού)
- Nea Krini (Νέα Κρήνη)
- Mikra (Μίκρα) / Eindpunt

### Verdere uitbreidingen
In het noorden is een verlenging naar Stavroupoli mogelijk. Deze verlengingen betekenen dat het metronet wordt aangevuld met 10,8 km en 10 stations. Verder liggen er plannen voor een verlenging van 4 km met vier stations naar Eleftherio-Kordelio in het noordwesten en de bouw van de 7 km naar het vliegveld met drie stations.

## Reizigersdienst
De lijn rijdt volautomatisch met een interval van twee tot vijf minuten. De bedrijfsleiding ligt in handen van een consortium van Egis Projects en het Milanese vervoersbedrijf. De dienst wordt uitgevoerd met 24 vierdelige metrostellen van Hitachi Rail Italia. Voor de verlengingen kunnen nog 15 metrostellen bijbesteld worden.